# Selección de fútbol sub-20 de Bulgaria
La Selección de fútbol sub-20 de Bulgaria (en búlgaro: Български юношески национален отбор по футбол), conocida también como la Selección juvenil de fútbol de Bulgaria, es el equipo que representa al país en la Copa Mundial de Fútbol Sub-20 y en la Eurocopa Sub-19, y es controlada por la Unión de Fútbol de Bulgaria.

## Palmarés
- Eurocopa Sub-19: 3

1957, 1969, 1974

## Estadísticas

### Eurocopa

#### Nivel Sub-18
| Año            | Ronda            | J            | G            | E            | P            | GF           | GC           |
| -------------- | ---------------- | ------------ | ------------ | ------------ | ------------ | ------------ | ------------ |
| De 1948 a 1954 | No participó     | No participó | No participó | No participó | No participó | No participó | No participó |
| 1955           | Ganador de grupo | 3            | 2            | 1            | 0            | 13           | 4            |
| 1956           | Fase de grupos   | 3            | 1            | 0            | 2            | 3            | 4            |
| 1957           | No participó     | No participó | No participó | No participó | No participó | No participó | No participó |
| 1958           | Fase de grupos   | 3            | 2            | 0            | 1            | 6            | 8            |
| 1959           | Campeón          | 5            | 5            | 0            | 0            | 13           | 1            |
| 1960           | Fase de grupos   | 3            | 1            | 1            | 1            | 3            | 3            |
| 1961           | No participó     | No participó | No participó | No participó | No participó | No participó | No participó |
| 1962           | Fase de grupos   | 3            | 0            | 3            | 0            | 1            | 1            |
| 1963           | Cuarto puesto    | 5            | 2            | 2            | 1            | 10           | 9            |
| 1964           | Fase de grupos   | 2            | 0            | 0            | 2            | 0            | 3            |
| 1965           | Fase de grupos   | 2            | 0            | 1            | 1            | 2            | 3            |
| 1966           | Fase de grupos   | 3            | 1            | 1            | 1            | 3            | 3            |
| 1967           | Fase de grupos   | 3            | 2            | 0            | 1            | 5            | 2            |
| 1968           | Cuarto puesto    | 5            | 2            | 1            | 2            | 7            | 8            |
| 1969           | Campeón          | 5            | 4            | 1            | 0            | 11           | 3            |
| 1970           | Fase de grupos   | 3            | 2            | 1            | 0            | 7            | 3            |
| 1971           | Fase de grupos   | 3            | 0            | 1            | 2            | 2            | 11           |
| 1972           | No clasificó     | No clasificó | No clasificó | No clasificó | No clasificó | No clasificó | No clasificó |
| 1973           | Cuarto puesto    | 5            | 2            | 1            | 2            | 6            | 5            |
| 1974           | Campeón          | 5            | 4            | 1            | 0            | 7            | 3            |
| 1975           | No clasificó     | No clasificó | No clasificó | No clasificó | No clasificó | No clasificó | No clasificó |
| 1976           | No clasificó     | No clasificó | No clasificó | No clasificó | No clasificó | No clasificó | No clasificó |
| 1977           | Subcampeón       | 5            | 3            | 0            | 2            | 10           | 6            |
| 1978           | No clasificó     | No clasificó | No clasificó | No clasificó | No clasificó | No clasificó | No clasificó |
| 1979           | Subcampeón       | 5            | 4            | 0            | 1            | 8            | 2            |
| 1980           | Fase de grupos   | 3            | 1            | 0            | 2            | 2            | 10           |
| 1981           | Fase de grupos   | 3            | 0            | 1            | 2            | 2            | 6            |
| 1982           | Fase de grupos   | 3            | 1            | 1            | 1            | 2            | 2            |
| 1983           | Fase de grupos   | 3            | 1            | 1            | 1            | 2            | 3            |
| 1984           | Fase de grupos   | 3            | 1            | 1            | 1            | 3            | 3            |
| 1986           | Cuartos de final | 1            | 0            | 0            | 1            | 1            | 2            |
| 1988           | No clasificó     | No clasificó | No clasificó | No clasificó | No clasificó | No clasificó | No clasificó |
| 1990           | No clasificó     | No clasificó | No clasificó | No clasificó | No clasificó | No clasificó | No clasificó |
| 1992           | No clasificó     | No clasificó | No clasificó | No clasificó | No clasificó | No clasificó | No clasificó |
| 1993           | No clasificó     | No clasificó | No clasificó | No clasificó | No clasificó | No clasificó | No clasificó |
| 1994           | No clasificó     | No clasificó | No clasificó | No clasificó | No clasificó | No clasificó | No clasificó |
| 1995           | No clasificó     | No clasificó | No clasificó | No clasificó | No clasificó | No clasificó | No clasificó |
| 1996           | No clasificó     | No clasificó | No clasificó | No clasificó | No clasificó | No clasificó | No clasificó |
| 1997           | No clasificó     | No clasificó | No clasificó | No clasificó | No clasificó | No clasificó | No clasificó |
| 1998           | No clasificó     | No clasificó | No clasificó | No clasificó | No clasificó | No clasificó | No clasificó |
| 1999           | No clasificó     | No clasificó | No clasificó | No clasificó | No clasificó | No clasificó | No clasificó |
| 2000           | No clasificó     | No clasificó | No clasificó | No clasificó | No clasificó | No clasificó | No clasificó |
| 2001           | No clasificó     | No clasificó | No clasificó | No clasificó | No clasificó | No clasificó | No clasificó |
| Total          | 25/43            | 87           | 41           | 19           | 27           | 129          | 108          |

#### Nivel Sub-19
| 2002  | No clasificó   | No clasificó | No clasificó | No clasificó | No clasificó | No clasificó | No clasificó |             |             |
| 2003  | No clasificó   | No clasificó | No clasificó | No clasificó | No clasificó | No clasificó | No clasificó |             |             |
| 2004  | No clasificó   | No clasificó | No clasificó | No clasificó | No clasificó | No clasificó | No clasificó |             |             |
| 2005  | No clasificó   | No clasificó | No clasificó | No clasificó | No clasificó | No clasificó | No clasificó |             |             |
| 2006  | No clasificó   | No clasificó | No clasificó | No clasificó | No clasificó | No clasificó | No clasificó |             |             |
| 2007  | No clasificó   | No clasificó | No clasificó | No clasificó | No clasificó | No clasificó | No clasificó |             |             |
| 2008  | Fase de grupos | 3            | 0            | 0            | 3            | 0            | 8            |             |             |
| 2009  | No clasificó   | No clasificó | No clasificó | No clasificó | No clasificó | No clasificó | No clasificó |             |             |
| 2010  | No clasificó   | No clasificó | No clasificó | No clasificó | No clasificó | No clasificó | No clasificó |             |             |
| 2011  | No clasificó   | No clasificó | No clasificó | No clasificó | No clasificó | No clasificó | No clasificó |             |             |
| 2012  | No clasificó   | No clasificó | No clasificó | No clasificó | No clasificó | No clasificó | No clasificó |             |             |
| 2013  | No clasificó   | No clasificó | No clasificó | No clasificó | No clasificó | No clasificó | No clasificó |             |             |
| 2014  | Fase de grupos | 3            | 0            | 0            | 3            | 0            | 8            |             |             |
| 2015  | No clasificó   | No clasificó | No clasificó | No clasificó | No clasificó | No clasificó | No clasificó |             |             |
| 2016  | No clasificó   | No clasificó | No clasificó | No clasificó | No clasificó | No clasificó | No clasificó |             |             |
| 2017  | Fase de grupos | 3            | 0            | 1            | 2            | 1            | 6            |             |             |
| 2018  | No clasificó   | No clasificó | No clasificó | No clasificó | No clasificó | No clasificó | No clasificó |             |             |
| 2019  | No clasificó   | No clasificó | No clasificó | No clasificó | No clasificó | No clasificó | No clasificó |             |             |
| 2020  | Cancelado      | Cancelado    | Cancelado    | Cancelado    | Cancelado    | Cancelado    | Cancelado    | Cancelado   |             |
| 2021  | Cancelado      | Cancelado    | Cancelado    | Cancelado    | Cancelado    | Cancelado    | Cancelado    | Cancelado   |             |
| 2022  | No clasificó   | No clasificó | No clasificó | No clasificó | No clasificó | No clasificó | No clasificó |             |             |
| 2023  | No clasificó   | No clasificó | No clasificó | No clasificó | No clasificó | No clasificó | No clasificó |             |             |
| 2024  | No clasificó   | No clasificó | No clasificó | No clasificó | No clasificó | No clasificó | No clasificó |             |             |
| 2025  | Por definir    | Por definir  | Por definir  | Por definir  | Por definir  | Por definir  | Por definir  | Por definir | Por definir |
| Total | 3/20           | 9            | 0            | 1            | 8            | 1            | 22           |             |             |

### Mundial FIFA U-20
| Año   | Ronda            | J            | G            | E            | P            | GF           | GC           |
| ----- | ---------------- | ------------ | ------------ | ------------ | ------------ | ------------ | ------------ |
| 1977  | No clasificó     | No clasificó | No clasificó | No clasificó | No clasificó | No clasificó | No clasificó |
| 1979  | No clasificó     | No clasificó | No clasificó | No clasificó | No clasificó | No clasificó | No clasificó |
| 1981  | No clasificó     | No clasificó | No clasificó | No clasificó | No clasificó | No clasificó | No clasificó |
| 1983  | No clasificó     | No clasificó | No clasificó | No clasificó | No clasificó | No clasificó | No clasificó |
| 1985  | Cuartos de final | 4            | 1            | 2            | 1            | 5            | 4            |
| 1987  | Cuartos de final | 4            | 2            | 0            | 2            | 3            | 5            |
| 1989  | No clasificó     | No clasificó | No clasificó | No clasificó | No clasificó | No clasificó | No clasificó |
| 1991  | No clasificó     | No clasificó | No clasificó | No clasificó | No clasificó | No clasificó | No clasificó |
| 1993  | No clasificó     | No clasificó | No clasificó | No clasificó | No clasificó | No clasificó | No clasificó |
| 1995  | No clasificó     | No clasificó | No clasificó | No clasificó | No clasificó | No clasificó | No clasificó |
| 1997  | No clasificó     | No clasificó | No clasificó | No clasificó | No clasificó | No clasificó | No clasificó |
| 1999  | No clasificó     | No clasificó | No clasificó | No clasificó | No clasificó | No clasificó | No clasificó |
| 2001  | No clasificó     | No clasificó | No clasificó | No clasificó | No clasificó | No clasificó | No clasificó |
| 2003  | No clasificó     | No clasificó | No clasificó | No clasificó | No clasificó | No clasificó | No clasificó |
| 2005  | No clasificó     | No clasificó | No clasificó | No clasificó | No clasificó | No clasificó | No clasificó |
| 2007  | No clasificó     | No clasificó | No clasificó | No clasificó | No clasificó | No clasificó | No clasificó |
| 2009  | No clasificó     | No clasificó | No clasificó | No clasificó | No clasificó | No clasificó | No clasificó |
| 2011  | No clasificó     | No clasificó | No clasificó | No clasificó | No clasificó | No clasificó | No clasificó |
| 2013  | No clasificó     | No clasificó | No clasificó | No clasificó | No clasificó | No clasificó | No clasificó |
| 2015  | No clasificó     | No clasificó | No clasificó | No clasificó | No clasificó | No clasificó | No clasificó |
| 2017  | No clasificó     | No clasificó | No clasificó | No clasificó | No clasificó | No clasificó | No clasificó |
| 2019  | No clasificó     | No clasificó | No clasificó | No clasificó | No clasificó | No clasificó | No clasificó |
| 2023  | No clasificó     | No clasificó | No clasificó | No clasificó | No clasificó | No clasificó | No clasificó |
| 2025  | No clasificó     | No clasificó | No clasificó | No clasificó | No clasificó | No clasificó | No clasificó |
| Total | 2/23             | 8            | 3            | 2            | 3            | 8            | 9            |